# Ilocos Sur
Ilocos Sur (ilocano: Abagatan nga Ilocos; tagalo: Timog Ilokos; inglés: South Ilocos) es una provincia filipina, perteneciente a la región de Ilocos, donde convergen una miríada de culturas e historias, convirtiéndose en un museo viviente.
Aquí se encuentra la histórica ciudad de Vigan, que fue declarada por la UNESCO Patrimonio de la Humanidad en 1999. Fundada en el siglo XVI, es el ejemplo mejor preservado de una ciudad colonial española de Asia. Su arquitectura refleja un crisol de elementos culturales de Filipinas, China, y de Europa, para crear una única cultura y un paisaje urbano sin parangón en otra parte del Este y del Sudeste asiático.

## Localización
La provincial de Ilocos Sur se encuentra situada a lo largo de la costa occidental del norte de la isla de Luzón. Limita al norte con la provincia de Ilocos Norte, al nordeste Abra, Benguet en el este, al sur La Unión y el mar de Luzón y el Golfo de Lingayén al oeste.
La capital, Vigan se encuentra situada a 408 kilómetros de Manila.

## Población
Cuenta con una población total de 594 206 habitantes según censo de 2000. 
Entre sus treinta y dos municipio, Candón tiene la mayor población, seguida de Vigán, Narvacan, Santa Cruz y Tagudín.

## Superficie
Tiene una superficie de 2579,6 km², ocupando alrededor del 20,1 % del total de la superficie de la región. Entre sus municipios, Quirino y Cervantes tienen la mayor superficie, mientras que Santa Catalina y San Vicente ocupan la menor superficie.

## Ciudades
- Vigan-39
- Candón-42
- Caoayan-39

## Municipios
| - Alilem-9 - Banayoyo-14 - Bantay-34 - Burgos-26 - Cabugao-33 - Caoayan-17 - Cervantes-3 - Galimuyod-24 - Gregorio del Pilar-7 - Lidlidda-11 - Magsingal-30 - Nagbukel-12 - Narvacan-34 - Quirino-9 - Salcedo-21 - San Emilio-8 | - San Esteban-10 - San Ildefonso-15 - San Juan-32 - San Vicente-7 - Santa-26 - Santa Catalina-9 - Santa Cruz-49 - Santa Lucía-36 - Santa María-33 - Santiago-24 - Santo Domingo-36 - Sigay-7 - Sinait-44 - Sugpon-6 - Suyo-8 - Tagudin-43 |

## Lenguas y dialectos
El idioma principal de la provincia es el ilocano que representa alrededor del 95 % del total de la población. Otras lenguas y dialectos hablados en la provincia incluyen el tagalo, pangasinense, bisayo, chino, inglés, kankanai y tingguian.

## Religión
El cristianismo está ampliamente extendido en la provincia. Aproximadamente el 85 % profesa el catolicismo. El resto son protestantes, budistas, Iglesia ni Cristo, Aglipayan, Islam, Testigos de Jehová y Adventistas del Séptimo Día.

## Clima
El clima es generalmente seco. Los meses más secos son los que van de octubre hasta mayo. Sin embargo, la parte meridional que coincide con el municipio de Cervantes, es más húmeda y lluviosa durante todo el año, mientras que la parte oriental de Supón es más seca con lluvias desigualmente distribuidas. La temperatura media provincial es de 27 °C.

## Historia
Antes de la llegada de los españoles, las llanuras costeras del nordeste de Luzón, que se extienden desde Bangui a Namacpacan, era denominada como Ylokos. Esta región se encuentra entre el mar de China al oeste y la Cordillera septentrional al este. 
Los habitantes construían sus pueblos cerca de pequeñas bahías, en calas llamadas “looc” en su dialecto.
La región de Ilocos era ya un próspero conjunto de ciudades y asentamientos, familiares para mercaderes chinos, japoneses y malayos cuando el explorador español Juan de Salcedo y los miembros de expedición llegaron a Vigán el 13 de junio de 1572, a la que llamaron Villa Fernandina.
Fue Salcedo encomendero de Vigan, y teniente gobernador de Ilocos hasta su muerte en julio de 1574.
Los agustinos evangelizaron la región y construyeron misiones, parroquias e iglesias. Vigán devino sede de la archidiócesis de Nueva Segovia.
Un Real Decreto de 2 de febrero de 1818 segregó Ilocos Norte de Ilocos Sur, incluyendo en esta provincia una parte de la provincia de la Unión y de Abra.
A finales del siglo XIX la provincia de Ilocos del Sur comprendía las comandancias de Amburayan y de Tiagán.
Hijos famosos de esta provincial son: Pedro Bukaneg, padre de la literature en ilocano. Isabelo de los Reyes, impulsor del movimiento obrero filipino. Su esposa, Leona Florentino, fue la escritora filipina más importante durante la era española. Vicente Singson Encarnación, político ejemplar y notable autoridad en la industria y los negocios. Elpidio Quirino, presidente de la República de Filipinas, y el coronel Salvador F. Reyes, brillante milita.

## Comunicaciones
Emiten siete emisoras de radio, de las cuales, 5 en AM y 2 en FM
Con respecto a la televisión, existe un canal de televisión provincial llamado NBN4, pero los canales de televisión nacionales también se reciben.
El servicio telefónico provincial está a cargo de Digital Telecommunication Philippines, Inc. y Philippine Long Distance Telephone Company en 17 de los 34 municipios de la provincia.

## Agricultura
En 2001 la superficie sembrada de arroz era de 46 686 hectáreas con una producción total de 198 817 toneladas.
La producción de maíz alcanzó en la misma fecha 35 060 toneladas con un área de 8200 hectáreas.
En fruta se recogieron 31 229 toneladas en una superficie de 1637 hectáreas.
El tabaco es el principal ingreso para muchas familias, particularmente en la variedad Virginia. En 2000 se produjeron 22 638  oneladas, con un valor de 746 587 424 pesos.

## Turismo
- Iglesia de Santa Lucía (Santa Lucía)
- Iglesia de Nuestra Señora de la Asunción (Santa María).
- Santuario de Nuestra Señora de la Caridad (Bantay)
- Catedral Metropolitana de San Pablo (Vigan).
- Iglesia de San Vicente (San Vicente)
- Iglesia barroca de San Guillermo (Magsingal)
- Santuario del Santo Cristo Milagroso (Sinait)
- Paso Tirad
- Plaza de Salcedo (Vigan)
- Plaza Burgos (Vigan)
- Bahía Lapog (San Juan)